# Aur Cina (Batang Cenaku)
Aur Cina is een bestuurslaag in het regentschap Indragiri Hulu van de provincie Riau, Indonesië. Aur Cina telt 1731 inwoners (volkstelling 2010).